# August Gottschalk (Politiker)
August Gottschalk (* 6. April 1869 in Milspe; † nach 1924) war ein deutscher Lehrer und Politiker (DDP).

## Leben
Gottschalk besuchte die Realschule in Schwelm und das Gymnasium in Hagen. Nach Ablegung des Abiturs studierte er evangelische Theologie an den Universitäten in Bonn, Berlin und Halle sowie Geschichte an der Marburger Universität. Er bestand die Rektorprüfung für Mittelschulen und höhere Mädchenschulen, legte beide theologischen Prüfungen ab und wurde 1911 in Geschichte mit dem Dissertationsthema Kaiser Sigmund als Vermittler zwischen Papst und Konzil 1431–34 zum Dr. phil. promoviert.
Gottschalk begann seine Laufbahn als Lehrer an der Volksschule in Milspe. Die weiteren Stationen waren Rektor in Asseln, Konrektor in Kamen, Lehrer an der landwirtschaftlichen Schule in Marburg, Oberlehrer am Oberlyzeum in Leer, Oberlehrer in Celle, Leiter der höheren Schule in Neidenburg und Oberlehrer am Oberlyzeum in Köln. Zwischenzeitlich hatte er die Prüfung für das höhere Lehramt abgelegt. 1911 wurde er Direktor des Lehrerseminars in Gummersbach.
Nach der Novemberrevolution trat Gottschalk in die Deutsche Demokratische Partei (DDP) ein. Er war vom 7. Mai 1919 bis 1921 Mitglied der Verfassunggebenden Preußischen Landesversammlung. Im Februar 1921 wurde er als Abgeordneter in den Preußischen Landtag gewählt, dem er bis 1924 angehörte. Von Oktober 1921 bis 1924 war er Geschäftsführer der DDP-Fraktion. Im Parlament vertrat er den Wahlkreis 20 (Köln-Aachen).